# Damernas barr i gymnastik vid olympiska sommarspelen 1988
Damernas barr i gymnastik vid olympiska sommarspelen 1988 avgjordes den 19-25 september i Olympic Gymnastics Arena.

## Medaljörer
| Gren          | Guld                     | Silver                     | Brons                           |
| Damernas barr | Daniela Silivaş Rumänien | Dagmar Kersten Östtyskland | Jelena Sjusjunova Sovjetunionen |

## Resultat

### Final
| Rank | Gymnast                   | C      | O      | C+O    | Kval   | Final  | Totalt |
| ---- | ------------------------- | ------ | ------ | ------ | ------ | ------ | ------ |
|      | Daniela Silivaş (ROU)     | 10,000 | 10,000 | 20,000 | 10,000 | 10,000 | 20,000 |
|      | Dagmar Kersten (GDR)      | 10,000 | 9,975  | 19,975 | 9,987  | 10,000 | 19,987 |
|      | Jelena Sjusjunova (URS)   | 9,925  | 10,000 | 19,925 | 9,962  | 10,000 | 19,962 |
| 4    | Dörte Thümmler (GDR)      | 9,950  | 9,950  | 19,900 | 9,950  | 9,950  | 19,900 |
| 5    | Svetlana Boginskaja (URS) | 9,925  | 9,900  | 19,825 | 9,912  | 9,987  | 19,899 |
| 6    | Iveta Polokova (TCH)      | 9,825  | 9,900  | 19,725 | 9,862  | 9,975  | 19,837 |
| 7    | Aurelia Dobre (ROU)       | 9,825  | 9,900  | 19,725 | 9,862  | 9,962  | 19,824 |
| 8    | Phoebe Mills (USA)        | 9,750  | 9,925  | 19,675 | 9,837  | 9,950  | 19,787 |